# Yamswurzelgewächse
Die Yamswurzelgewächse (Dioscoreaceae), auch Yamsgewächse, Yamswurzgewächse oder Schmerwurzgewächse genannt, sind eine Familie in der Ordnung der Yamswurzelartigen (Dioscoreales).
Zur Familie gehören 4 Gattungen mit 641 Arten. Ihre Arten sind überwiegend in warmen bis tropischen Klimaten verbreitet. In Mitteleuropa ist nur eine Art der Yamswurzelgewächse heimisch, die Schmerwurz (Dioscorea communis). Einige Arten sind stärkeliefernde Nahrungspflanzen und von einigen Arten sind die Inhaltsstoffe für ihre medizinische Wirkung bekannt.

## Beschreibung

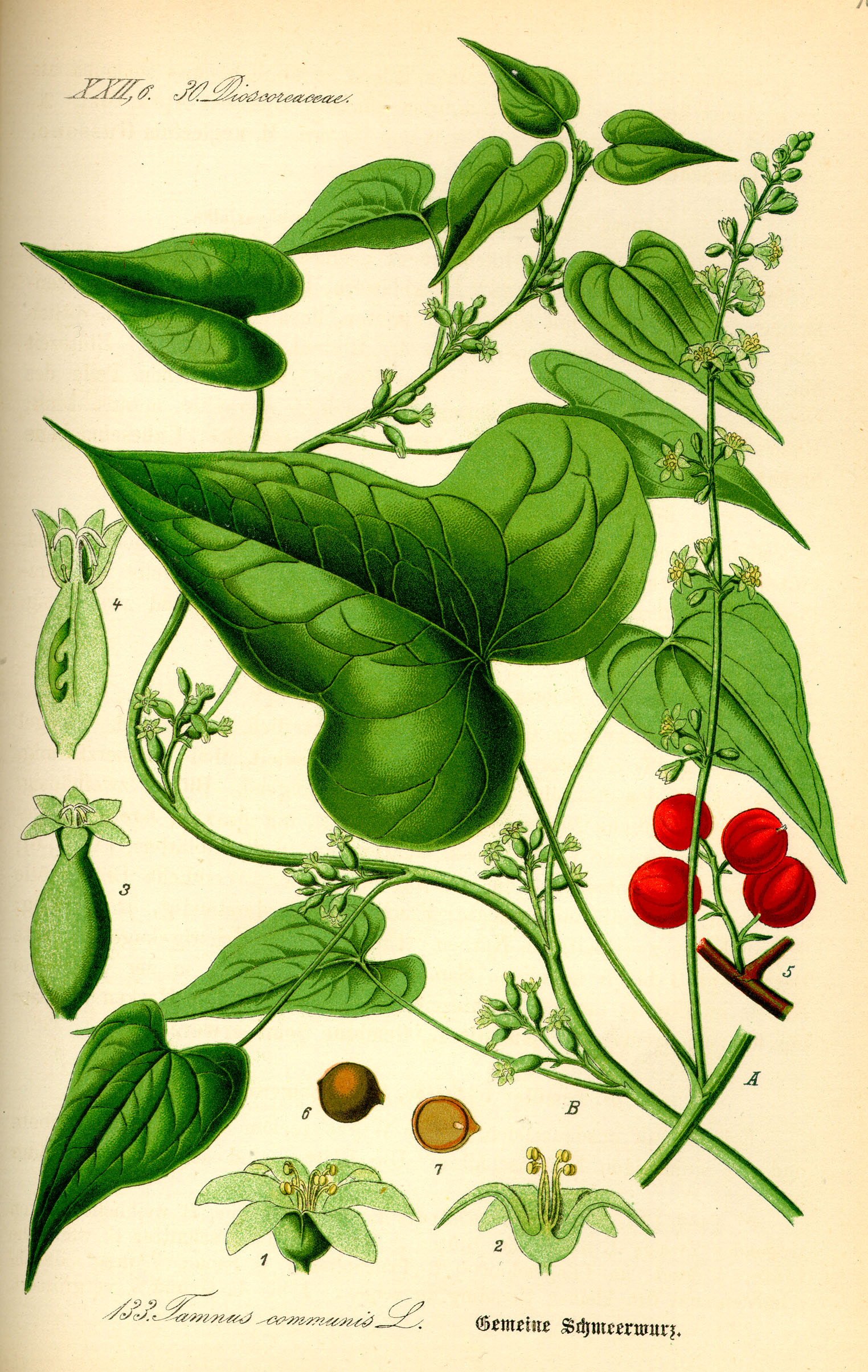
Illustration der Gemeinen Schmerwurz (Dioscorea communis)

### Habitus und Laubblätter
Diese Pflanzenarten wachsen als ausdauernde krautige Kletterpflanzen oder verholzende Lianen, selten Sträucher. Sie bilden meistens Rhizome oder Knollen als Speicherorgane.

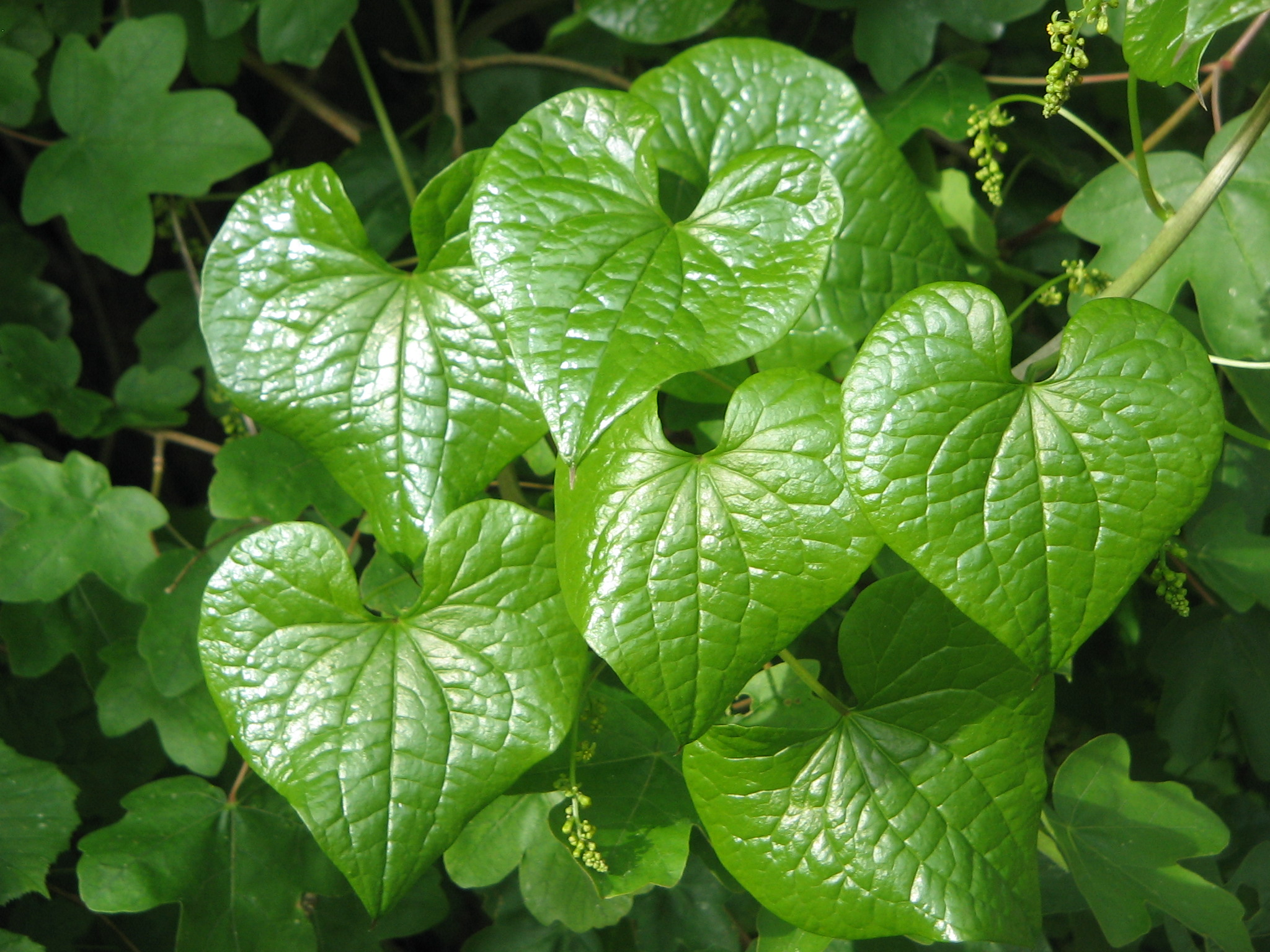
Laubblätter der Gemeinen Schmerwurz (Dioscorea communis)

Die Laubblätter sind selten gegenständig, meist wechselständig und schraubig an der Sprossachse verteilt angeordnet. Oft sind die Laubblätter in Blattstiel und Blattspreite gegliedert. Dies ist bei den Einkeimblättrigen Pflanzen nur selten der Fall, findet sich aber z. B. auch bei den Stechwinden. An den vielfach großen Blättern sind oft extraflorale Nektarien vorhanden. Die Blattspreiten sind einfach oder zusammengesetzt; die Blattnervatur ist bogig-palmat und der Blattrand glatt.

### Blütenstände und Blüten
Die Blüten stehen in unterschiedlich aufgebauten Blütenständen zusammen. Es sind getrenntgeschlechtige, meistens zweihäusige (diözische), aber es existieren auch einhäusige (monözische) Taxa.
Die meist eingeschlechtigen, bei Stenomeris zwittrigen Blüten sind dreizählig und radiärsymmetrisch. Die Blütenhüllblätter sind gleichgestaltet und haben sechs Tepalen. In den Blüten sind Nektarien vorhanden. In den männlichen Blüten sind meistens zwei Kreise mit je drei Staubblättern vorhanden. Entweder sind alle Staubblätter fertil oder die eines Kreises sind zu Staminodien umgewandelt. Die drei Fruchtblätter sind zu einem unterständigen (synkarpen) Fruchtknoten verwachsen.
Die Blütenformel lautet:
{\displaystyle \star P_{3+3}\;A_{3+3}\;G_{\overline {(3)}}}

### Früchte
Es werden unterschiedliche Früchte gebildet. Es sind meist dreikantige, lokulizide Kapselfrüchte, seltener fleischige Beeren oder einsamige Samara.

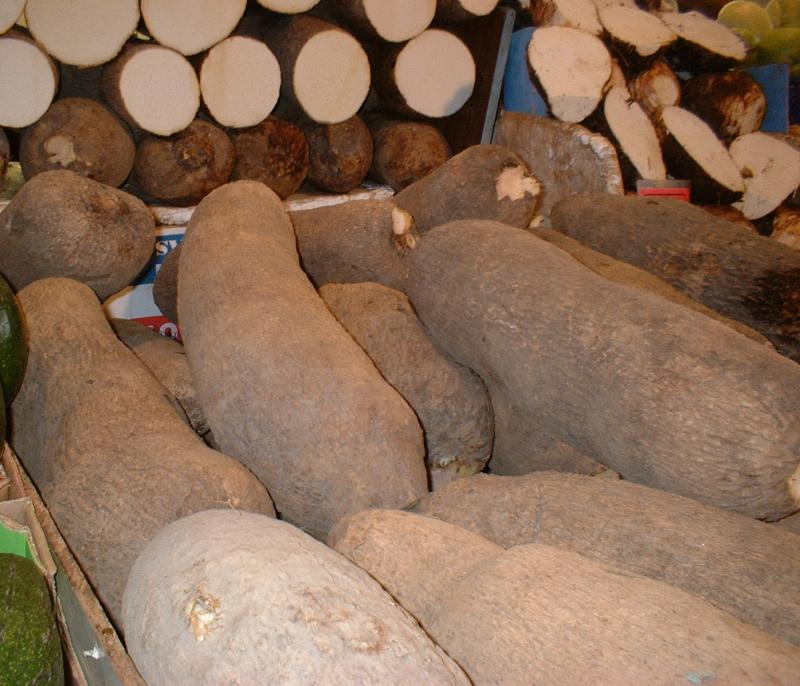
Geerntete Yams

## Inhaltsstoffe und Nutzung
Yamswurzelgewächse enthalten Flavonole und Calciumoxalat. In Pflanzenteilen der Yamswurzelgewächse sind häufig Steroidsaponine (z. B. Diosgenin) zu finden; sie können als Ausgangsstoff zur halbsynthetischen Herstellung einiger Hormone dienen.
Viele Arten werden in den Tropen als Nutzpflanzen angebaut (Yams). Beispielsweise wird in Ostasien Dioscorea batatas angepflanzt. Ihre unterirdischen Knollen sind essbar und in den Tropen ein wichtiger Stärke-Lieferant.
Als „sukkulente“ Zierpflanzen werden einige Arten (Dioscorea elephantipes (L'Hér.) Engl., Dioscorea mexicana Scheidw., Dioscorea sylvatica Eckl., Dioscorea macrostachya Bentham (Syn.: Testudinaria macrostachya (Bentham) Rowley)) verwendet; sie sind allerdings nicht sukkulent, sondern besitzen interessant geformte Knollen.

## Systematik
Die Erstveröffentlichung des Familiennamens erfolgte 1810 durch Robert Brown in Prodromus Florae Novae Hollandiae, 294. Die Typusgattung ist Dioscorea L.
Lange Zeit gehörten nur die Arten, die heute in die Gattung Dioscorea eingeordnet sind, zu dieser Familie; die Arten einiger ehemaliger Gattungen sind seit 2000 in die Dioscorea eingegliedert worden. Manche Autoren gliedern auch die Arten der Gattung Tacca, die eine eigene Familie Taccaceae darstellen können, hier ein.
Die Gattungen der früher eigenständigen Familien Avetraceae Takht., Stenomeridaceae J.Agardh, Tamaceae Bercht. & J.Presl, Tamnaceae J.Kickx f. und Trichopodaceae Hutch. werden jetzt der Familie der Dioscoreaceae R.Br. zugeordnet.
Hier die drei Gattungen der Yamswurzelgewächse (ohne Tacca):
- Yams (Dioscorea L., Syn.: Borderea Miègev., Botryosicyos Hochst., Elephantodon Salisb., Epipetrum Phil., Hamatris Salisb., Helmia Kunth, Higinbothamia Uline, Hyperocarpa (Uline) G.M.Barroso, Merione Salisb., Nanarepenta Matuda, Oncorhiza Pers., Oncus Lour., Polynome Salisb., Rajania L., Rhizemys Raf., Ricophora Mill., Sismondaea Delponte, Strophis Salisb., Tamus L., Tamnus Mill., Testudinaria Salisb. ex Burch., Ubium J.F.Gmel.): Sie ist pantropisch verbreitet mit heute etwa 600 (350 bis 800) Arten.[1]
- Stenomeris Planch. (Syn.: Halloschulzia Kuntze): Die nur zwei Arten sind im westlichen und zentralen Malesien verbreitet:
  - Stenomeris borneensis Oliv.: Sie kommt in Borneo, Sumatra, in Malaysia und auf den Philippinen vor.[1]
  - Stenomeris dioscoreifolia Planch.: Sie ist auf den Philippinen verbreitet.[1]
- Trichopus Gaertn. (Syn.: Avetra H.Perrier): Sie enthält zwei Arten:[1]
  - Trichopus sempervirens (H.Perrier) Caddick & Wilkin (Syn.: Avetra sempervirens  H.Perrier): Sie kommt im östlichen Madagaskar vor.[1]
  - Trichopus zeylanicus Gaertn.: Sie kommt auf dem Indischen Subkontinent, in Sri Lanka und auf der malaiischen Halbinsel vor.[1]

## Bilder

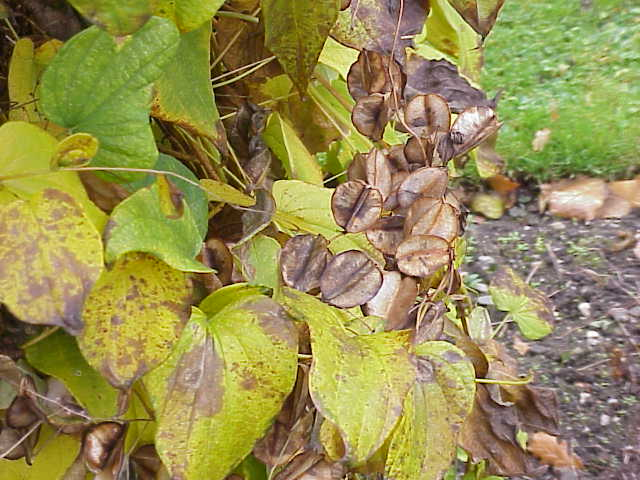
Dioscorea balcanica, fruchtende Pflanze
Früchte und Laubblätter der Gemeinen Schmerwurz (Dioscorea communis)
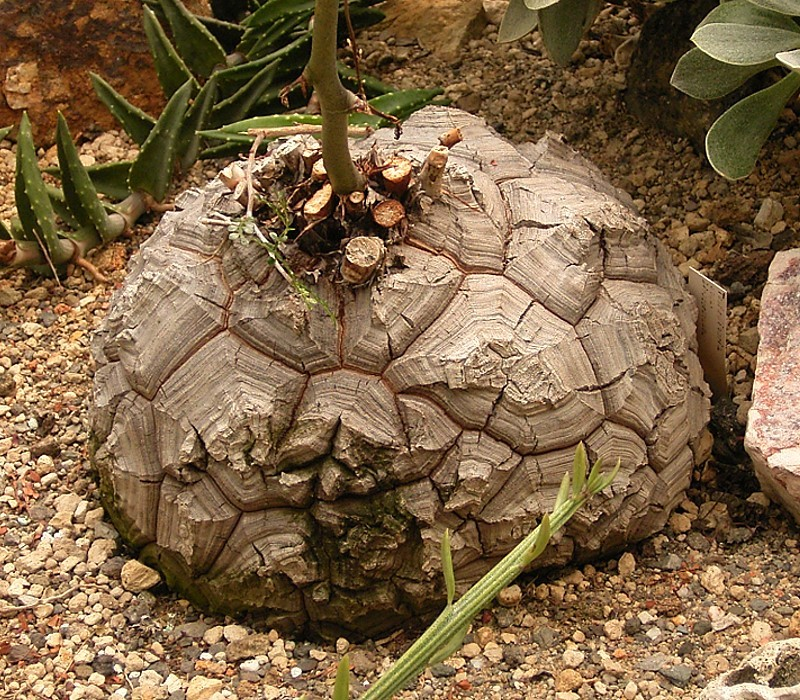
Dioscorea elephantipes
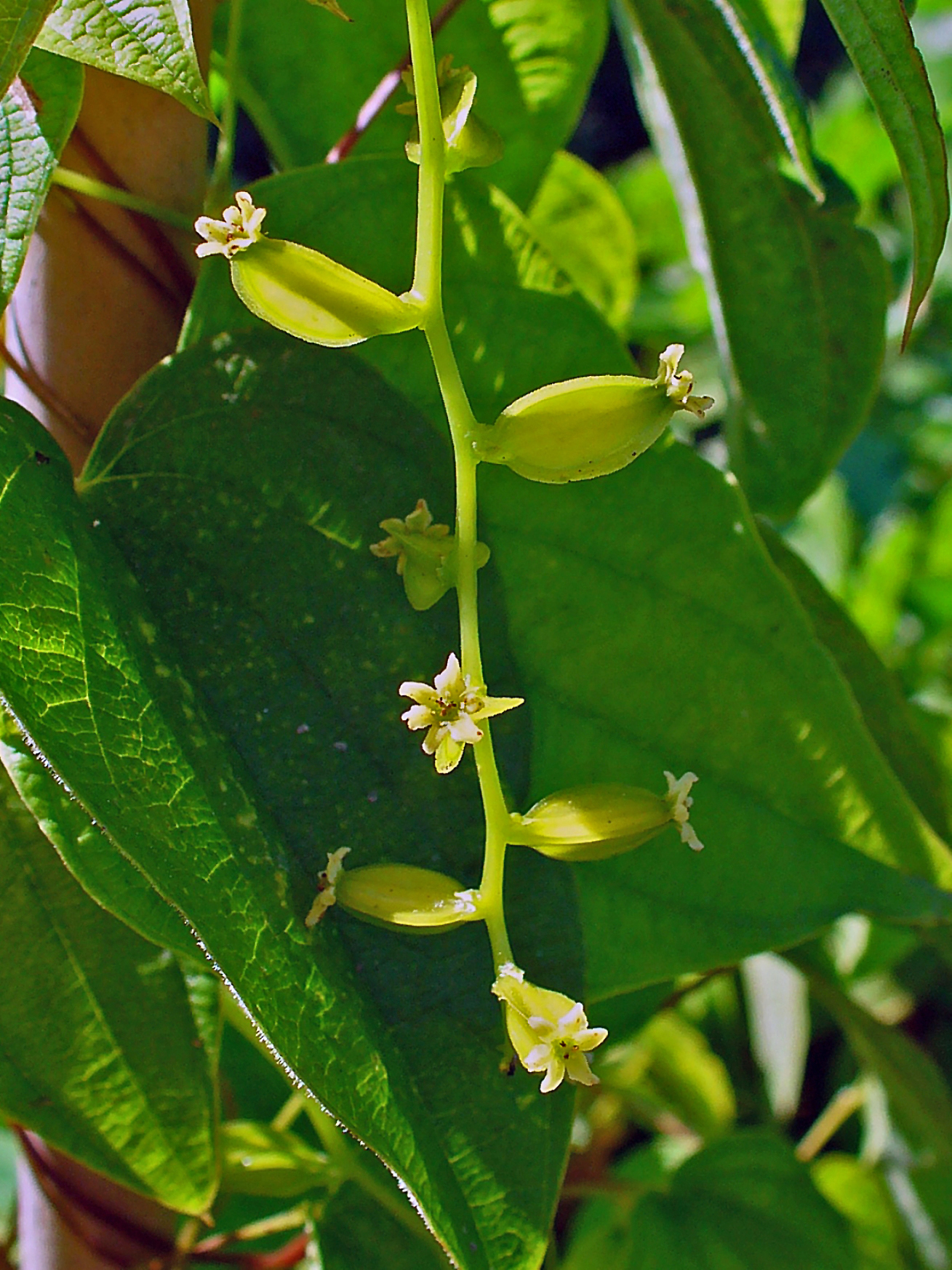
Wilde Yams (Dioscorea villosa), Blütenstand
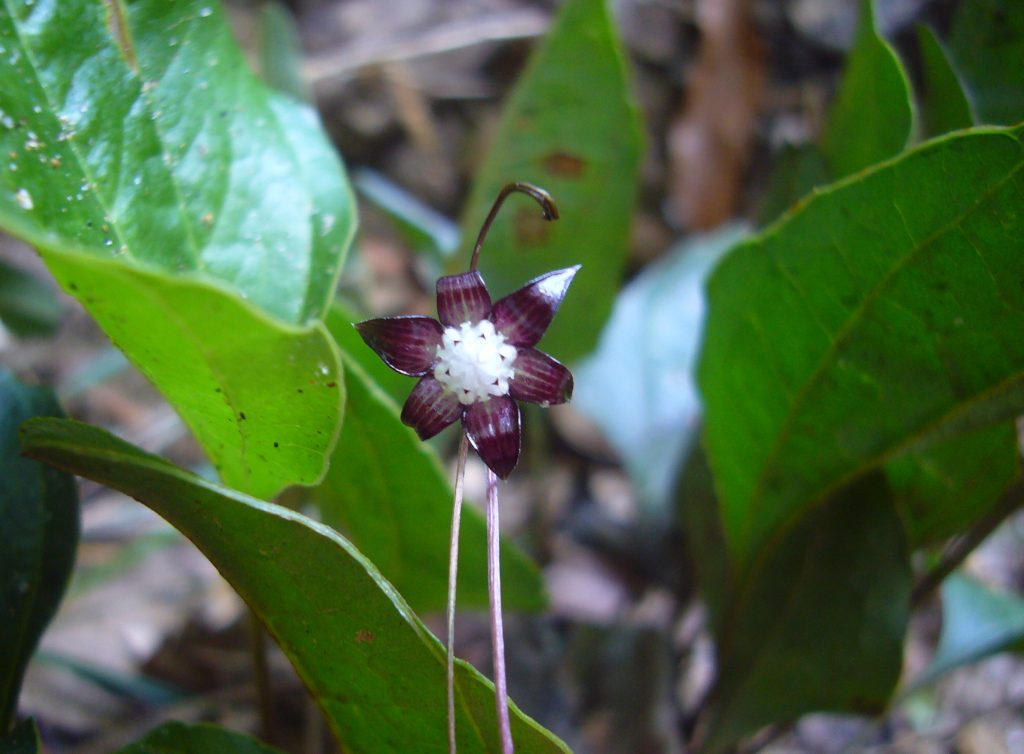
Blüte von Trichopus zeylanicus